# 康斯坦丁·冯·艾克诺默

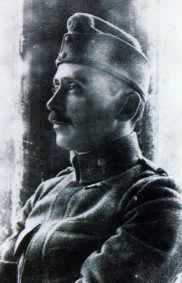
康斯坦丁·冯·艾克诺默

康斯坦丁·冯·艾克诺默（英文：Constantin von Economo；1876年8月21日—1931年10月21日），奥地利精神病学家、神经学家，拥有罗马尼亚和希腊血统。艾克诺默以发现流行性脑炎以及绘制的大脑皮层细胞架构图谱而知名。与此同时，“冯·艾克诺默神经元”也以其名字命名。

## 早年生活
艾克诺默1876年8月21日出生于罗马尼亚布勒伊拉的一户富裕家庭，其家族来自希腊埃泽萨，祖上有许多名人。1877年，艾克诺默的家庭依移居奥匈帝国的的里雅斯特。1893年，艾克诺默入读维也纳工业大学，学习机械工程，2年后转入维也纳大学学习医学。1900-1903年间，他曾是西格蒙德·埃克斯纳的助手；1901年，艾克诺默获得医学学位。

## 科研生涯
1903-04年，艾克诺默在一个内科诊所为赫尔曼·诺斯纳格尔工作。而后两年内，他游历欧洲，并与多名科学家一道工作。之后，艾克诺默回到维也纳，在维也纳总医院的精神与神经病诊所从事助理工作。
1913年，艾克诺默成为维也纳大学的讲师。此后，1917年4月，艾克诺默向维也纳精神病学协会递交了流行性脑炎的最初证据。1921年，他晋升为精神病学及神经学的教授。1925年，艾克诺默与乔治·科斯基纳斯一道发表了他们关于人类大脑皮层细胞架构的重要图谱，定义了107个皮层区域，此前科比尼安·布洛德曼已于1909年发表了最初的图谱（后来成为布罗德曼分区系统）。1929年，艾克诺默首次描述了“冯·艾克诺默神经元”，又称纺锤体神经元。
1931年，艾克诺默成为新建的脑研究部的主任，但他于5个月后因心脏病突发逝世。